# Uči Osredkar
Uči Osredkar (rojena Fajgelj), slovenska inženirka kemije, * 31. avgust 1927, Kred.
Osredkarjeva je diplomirala leta 1955 na ljubljanski Tehniški fakulteti in 1977 doktorirala iz kemije na Fakulteti za naravoslovje in tehnologijo v Ljubljani. V letih 1946-1967 je bila zaposlena na Ministrstvu za notranje zadeve Ljudske republike Slovenije, nato do 1990 na Kemijskem inštitutu Boris Kidrič v Ljubljani (od leta 1983 kot raziskovalna svetnica), kjer je v letih 1981-89 vodila oddelek za kemijo in tehnologijo polimerov. Na področju polimerov je raziskovala predvsem sinteze in karakterizacije stopenjskih in verižnih polimerov (akrilati, poliuretani, fenolne in epoksidne smole, poliacetileni). Večinoma v soavtorstvu je objavila več znanstvenih in strokovnih člankov ter je soavtorica enega patenta. Izvoljena je bila za častno članico Zveze inženirjev in tehnikov SFRJ in Slovenije. Njena bibliografija obsega 123 zapisov.

## Priznanja

### Nagrade
Leta 1989 je s soavtorji prejela Nagrado Sklada Borisa Kidriča za pomembne dosežke na področju raziskave mehanizma nastanka in strukture polikondenzatov .

## Izbrana bibliografija
- Organski materiali in tehnologije. Poliuretanske disperzije(COBISS)
- Raziskave na področju polimerov in umetnih snovi(COBISS)
- Polimeri v elektro industriji (COBISS)
- Poliuretanske disperzije (COBISS)